# Homo bodoensis
Homo bodoensis (dal latino «uomo di Bodo», da Bodo D'ar in Dancalia) è il nome proposto di una specie estinta del genere Homo. La specie è stata descritta per la prima volta e introdotta in letteratura scientifica nell'ottobre 2021. Non si basa su fossili appena scoperti; lo scopo degli autori di questa prima descrizione è piuttosto quello di riordinare reperti già noti. Con l'aiuto di questa riorganizzazione e ridenominazione, secondo gli autori, tutti i fossili di ominidi che sono interpretati come i primi, immediati antenati degli umani anatomicamente moderni (Homo sapiens), devono essere raggruppati sotto il nome di Homo bodoensis, in particolar modo le specie Homo rhodesiensis e Homo heidelbergensis.
Il cranio tipo, Bodo 1, è stato trovato nel 1976 da un gruppo di ricercatori diretto da Jon Kalb nella valle dell'Auasc sul sito paleozoologico di Bodo D'ar. La pubblicazione, del 1978, ipotizzava caratteristiche intermedie tra Homo erectus e H. sapiens. Nel 1996, Philip Rightmire ha proposto di assegnarlo alla specie H. heidelbergensis dopo recenti ritrovamenti in Europa.